# Ectropis excellens
Ectropis excellens är en fjärilsart som beskrevs av Butler 1884. Ectropis excellens ingår i släktet Ectropis och familjen mätare. Inga underarter finns listade i Catalogue of Life.